# Кавано, Хобарт
Хобарт Кавано (англ. Hobart Cavanaugh; 22 сентября 1886, Верджиния-Сити, Невада — 27 апреля 1950 или 25 апреля 1950, Вудленд-Хиллз, Калифорния) — американский характерный актёр театра и кино, артист водевилей.

## Биография
Хобарт Кавано родился 22 сентября 1886 года в поселении Вирджиния-Сити, штат Невада. Отец — инженер-железнодорожник. Кавано окончил Калифорнийский университет в Беркли. Был дружен с известными актёрами Чарльзом Рагглзом и Уолтером Кэтлеттом, что в некоторой степени повлияло на то, что вскоре Кавано стал играть в театре. На подмостках театра он появился не позднее 1919 года, дебют актёра на широком экране состоялся в 1928 году (на тот момент ему было 42 года) в фильме «Ночи Сан-Франциско». В 1932 году заключил контракт с киностудией Warner Bros. В дальнейшем Кавано всегда играл второстепенных и эпизодических персонажей, чаще всего комических; его главное амплуа — «маленький угнетённый подкаблучник».
Жена — Флоренс Кавано (до замужества — Хестон), дочь Патрисия.
Кавано поставили диагноз — колоректальный рак. Хобарт Кавано скончался 26 апреля 1950 года от последствий операции в пенсионерской коммуне англ. Motion Picture & Television Country House and Hospital. Похоронен на Кладбище Святого креста в Калвер-Сити.

## Избранные работы

### Театр
- 1919, Бродвей — Ирэн[англ.] / Irene
- 1948, Бродвей — англ. As the Girls Go
- The Show Off
- So Long, Letty

### Кино
За свою кино-карьеру длиной 22 года Хобарт Кавано снялся в 190 фильмах, 13 из которых были короткометражными, а в 49 он не был указан в титрах.
- 1933 — Я покоряю береговую линию[англ.] / I Cover the Waterfront — Уан Панч Маккой
- 1933 — Частный детектив 62[англ.] / Private Detective 62 — Харкорт С. Бёрнс
- 1933 — Мэр ада / The Mayor of Hell — мистер Гормен
- 1933 — Мэри Стивенс, доктор медицины[англ.] / Mary Stevens, M.D. — Альф Симмонс
- 1933 — Позиция стрелка[англ.] / Headline Shooter — Хэппи
- 1933 — Никаких брачных уз[англ.] / No Marriage Ties — Смит
- 1933 — Город согласия[англ.] — Convention City — Уэнделл Орчард
- 1934 — Мулен Руж[англ.] / Moulin Rouge — пьяница
- 1934 — У меня есть твой номер[англ.] / I've Got Your Number — Хэппи Дули
- 1934 — Джентльмен Джимми[англ.] / Jimmy the Gent — Фейк Уортингем
- 1934 — Современный герой[англ.] / A Modern Hero — Генри Мюллер
- 1934 — Мадам Дюбарри[англ.] / Madame Du Barry — профессор де ла Вожуйон
- 1935 — Город на границе[англ.] / Bordertown — Гарри
- 1935 — Крылья в ночи[англ.] / Wings in the Dark — Мак
- 1935 — Не ставь на блондинок / Don't Bet on Blondes — Филберт О. Слемп
- 1935 — Мы в деньгах[англ.] / We're in the Money — Макс
- 1935 — Мисс Глори[англ.] / Page Miss Glory — Джо Боннер
- 1935 — Сон в летнюю ночь / A Midsummer Night's Dream — Филострат[англ.], распорядитель увеселений при дворе Тезея Пигва, плотник
- 1935 — Одиссея капитана Блада / Captain Blood — доктор Бронсон
- 1936 — Жена против секретарши / Wife vs. Secretary — Джо
- 1936 — Коллин[англ.] / Colleen — Ноггин
- 1936 — Золотая стрела[англ.] / The Golden Arrow — ДеВульф
- 1936 — Кейн и Мейбл / Cain and Mabel — Мило
- 1937 — Ночной ключ[англ.] / Night Key — Петти Луи
- 1939 — Зенобия[англ.] / Zenobia — мистер Довер
- 1940 — Стреляя высоко[англ.] / Shooting High — Клем Перкл
- 1940 — Жена по найму[англ.] / Hired Wife — Уильям
- 1940 — Чартерный пилот[англ.] / Charter Pilot — Гораций Кавано
- 1940 — Великое самолётное похищение[англ.] / The Great Plane Robbery — Гомер Прингл
- 1940 — Дорога на Санта-Фе / Santa Fe Trail — Барбер Дойль
- 1941 — Остров ужаса[англ.] / Horror Island — профессор Джаспер Куинли
- 1941 — Жаворонок[англ.] / Skylark — маленький мужчина в автомобиле в тоннеле
- 1941 — Приятели[англ.] / Playmates — Филип Трембл (в титрах не указан)
- 1942 — Чудесная глупость[англ.] / The Magnificent Dope — Альберт Гоуди
- 1942 — Свист в Дикси[англ.] / Whistling in Dixie — мистер Пэнки
- 1942 — Готовься к бою[англ.] / Stand by for Action — Чипс, приятель «Столяра»
- 1942 — Питтсбург[англ.] / Pittsburgh — изгой (в титрах не указан)
- 1942 — Её картонный любовник[англ.] / Her Cardboard Lover — сыщик, совершающий арест (в титрах не указан)
- 1942 — Приключение Тарзана в Нью-Йорке[англ.] / Tarzan's New York Adventure — клерк в гостинице (в титрах не указан)
- 1943 — Пилот № 5 / Pilot #5 — хозяин лодки (в титрах не указан)
- 1943 — Канзасец[англ.] / The Kansan — Джош Хадкинс
- 1943 — Джек Лондон[англ.] / Jack London — Майк, хозяин салуна
- 1943 — Сладкая Рози О’Грейди[англ.] / Sweet Rosie O'Grady — Кларк
- 1943 — Какая женщина![англ.] / What a Woman! — почтальон
- 1943 — Человек из низов[англ.] / The Man from Down Under — Бутс
- 1943 — Человеческая комедия[англ.] / The Human Comedy — пьяница в баре (в титрах не указан)
- 1943 — Самый злой человек в мире[англ.] / The Meanest Man in the World — мистер Трокмортон (в титрах не указан)
- 1944 — Кисмет / Kismet — Мула
- 1944 — Снова вместе[англ.] / Together Again — Перк Мэтер (в титрах не указан)
- 1944 — Гость в доме[англ.] / Guest in the House — мистер Блоссом (в титрах не указан)
- 1944 — Сан-Диего, я люблю тебя[англ.] / San Diego, I Love You — мистер Макгрегор (в титрах не указан)
- 1945 — Дон Жуан Киллиган[англ.] / Don Juan Quilligan — мистер Ростигафф
- 1945 — Грубо говоря[англ.] / Roughly Speaking — учитель (в титрах не указан)
- 1946 — Чёрный ангел / Black Angel — сторож в гостинице
- 1946 — Марджи[англ.] / Margie — мистер Ангус Макдафф
- 1946 — Ночь и день[англ.] / Night and Day — мужчина в больничном холле (в титрах не указан)
- 1946 — Святой Гудлум[англ.] / The Hoodlum Saint — продавец антикварных часов (в титрах не указан)
- 1946 — Женщина-паук наносит ответный удар[англ.] / The Spider Woman Strikes Back — Билл Стэплтон
- 1946 — Золушка Джонс[англ.] / Cinderella Jones — Джордж
- 1948 — В Центральном парке[англ.] / Up in Central Park — мэр Окли
- 1949 — Письмо трём жёнам / A Letter to Three Wives — мистер Манлей
- 1950 — Стелла[англ.] / Stella — Тим Гросс